# 高橋信之 (出版プロデューサー)
高橋 信之（たかはし のぶゆき、1957年4月30日 - ）は、出版・映像プロデューサー。東京都生まれ。出版と映像デザイン会社デラックス株式会社などの代表取締役。早稲田大学第二文学部中退。早稲田大学漫画研究会出身。従兄弟にプロレスラーの野上彰ことAKIRAがいる。元妻（離婚）は同じ早稲田漫研に在籍していた星崎真紀。

## 経歴
出身は東京都。タレントの桑野信義は大田区大森の幼稚園、中学校の同級生。千葉県立船橋高等学校で政治家の野田佳彦（現・衆議院議員・民主党）、服部友則（八千代市長）と同じクラスだった。
1970年代後半から映画ライターとして『ロードショー』誌、『TVガイド』誌などに寄稿する。クイズ番組の作問スタッフ、イベントのプランナーとして放送局や代理店とつきあう傍ら、映像研究誌やミニコミ誌などの創刊に参加。
1977年、前年から準備していたSFファン集団「宇宙軍」を設立する。
1981年初めての会社である有限会社スタジオ・ハードを設立、後に株式会社化。映画、演劇、テレビなどドラマ系の記事編集やマンガ、アニメ、ゲームなどオタク系の出版物の制作、デザインを行う。早大漫研の後輩の町山智浩も学生時代にアルバイトをしていた。
1983年世界で初めてコスプレ（cosplay）という言葉を雑誌記事タイトルに命名。後にSF作家となる吉岡平が学生時代にアルバイトとして記事を取材制作する。
有限会社サイバーダイン、有限会社スターサイクルなどを起業。
1990年代初期には、河崎実、雨宮慶太ら映画監督と仕事を行い、1990年代後期には北村龍平、香月秀之らの映像作品で名前がクレジットされる。
2003年頃より、デラックス株式会社で活動している。2003年、ファションブランドMARS16に北海道で「めーでるT-4」という日本最大級のTシャツイベントを呼びかけた。
東京国際アニメフェア実行委員、全国総合アニメ文化知識検定試験（アニメ検定）作問委員などを務めた。
2021年12月1日、2022年1月号をもって編集者5名のうち、編集長を含めて4名が退社予定である雑誌『映画秘宝』の新編集長に就任することを発表。2022年2月号から、編集担当となるも、2022年2月21日に双葉社が同年3月19日発行の2022年5月号をもって同社の刊行物としては休刊すると発表した。